# فگ‌باگ

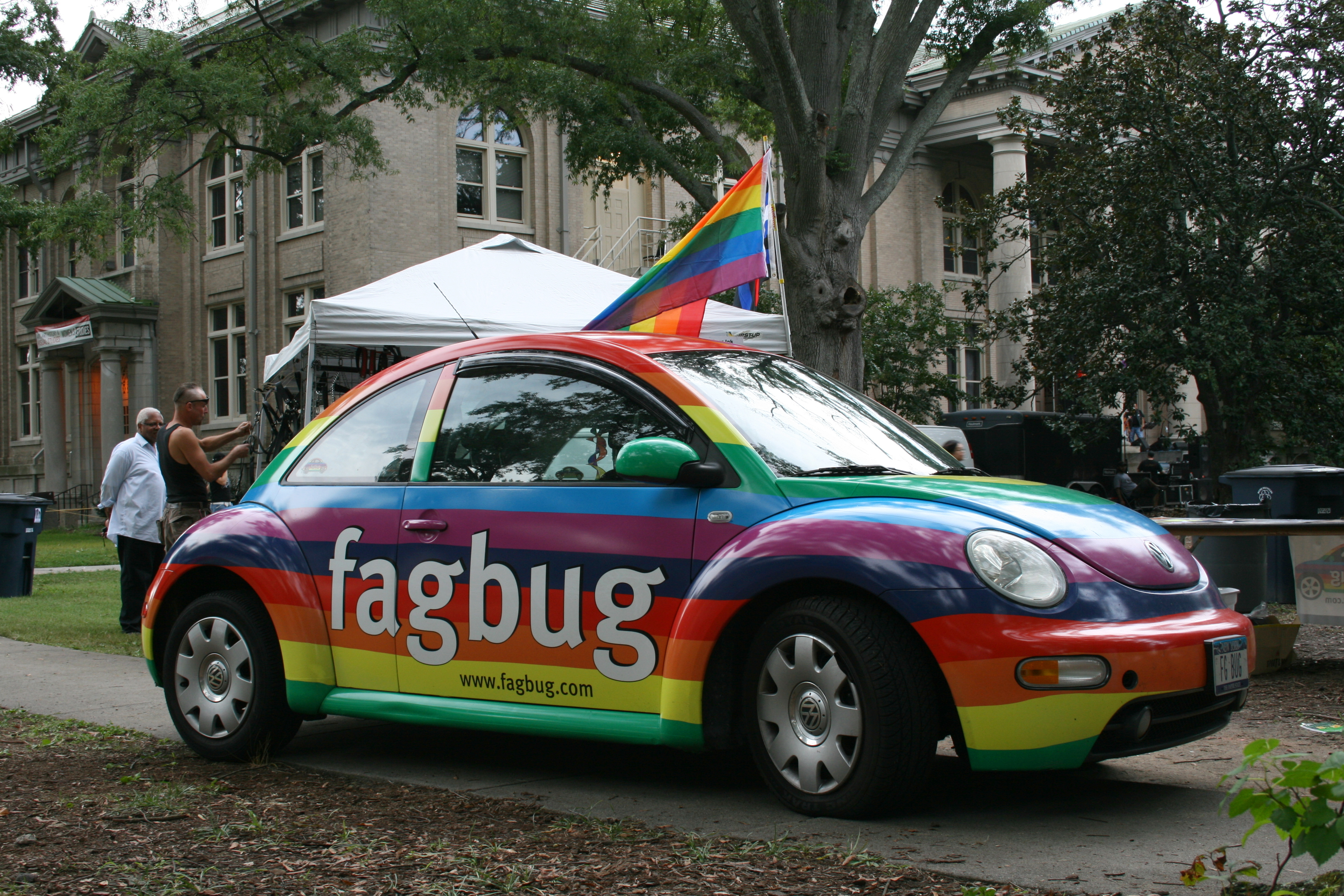
فگ باگ ۲۰۰۸ ، کارولینای شمالی

فگ باگ ماشینی به مالکیت ارین دیویس، دیوارنگار ، ساکن نیویورک است که برای آگاه سازی از حقوق هم جنس گرایان ، مسافرت جاده ای انجام می دهد.